# Ribbon no Kishi
A Princesa e o Cavaleiro (リボンの騎士, Ribon no Kishi) é um mangá e anime de Osamu Tezuka que narra as desventuras da princesa Safiri do Reino da Terra de Prata.
O mangá foi publicado em três versões de 1954 a 1966 e o anime exibido em 1967 no Japão. O mangá tem forte inspiração nos temas e estilos dos musicais do Teatro de Takarazuka a que Tezuka assistia em sua infância. O próprio mangá criou um gênero inédito no mundo, o de quadrinhos que tem como público alvo as meninas (chamado shoujo) e estabeleceram muitos dos temas dos shoujos posteriores. O sucesso foi tanto que houve até uma radionovela produzida na época. A série também foi um dos primeiros animes coloridos produzidos.
No Brasil, o mangá foi publicado pela Editora JBC em 8 volumes no formato meio-tanko entre 2003 e 2004. Uma republicação foi anunciada durante o evento JBC Festa, será em formato de colecionador em 2 volumes porém ainda sem previsão de data de lançamento.

## História
No Céu, antes de descerem para a Terra as crianças recebem um coração. Para os meninos, azul. Para as meninas, rosa. Certa vez o anjinho Ching, em mais uma de suas travessuras, faz uma menina engolir o coração azul e graças a isso ela fica com dois corações. Deus manda o anjo descer a Terra para pegar de volta o coração de menino e não permite que ele volte ao céu até que dê um fim à confusão que começou.
No Reino da Terra de Prata, as leis determinam que os governantes sejam homens. Por isso, quando nasce a princesa Safiri, ela é anunciada por engano como um menino ao invés de uma menina e seus pais são obrigados a manter a farsa, já que na linha de sucessão existem o malvado Duque Duralumínio e seu filho, o príncipe Plástico. Com a ajuda de Náilon, o duque tenta descobrir a verdade sobre Safiri desde o nascimento dela para poder retirá-la do trono e colocar o seu próprio filho nele.
Quando completa quinze anos, em um baile de carnaval, Safiri conhece o príncipe Franz e se apaixona por ele. Daí em diante, muitos obstáculos surgem entre os dois como Satã, Madame Inferno, uma bruxa que deseja o coração de menina para sua filha, a bruxinha Heckett, além de problemas no reino e das tentativas do Duque Duralumínio de provar que Safiri é de fato uma garota.

## Personagens
- Safiri: é a corajosa e bela princesa da Terra de Prata. Ela é bondosa, tem um forte senso de justiça e é boa com a espada. Precisa fingir ser um homem porque o trono da Terra de Prata só pode ser ocupado por homens. Conquistou o coração do príncipe Franz e ele o dela.
- Ching (Tinku, no original): ele é o anjinho travesso que fez Safiri receber o coração errado quando estava no céu e por isso veio a Terra desfazer o ocorrido. Apesar da resistência inicial dela, eles acabam se tornando bons amigos e ele a ajuda diversas vezes. Muitas vezes é corajoso ao ponto de arriscar a si mesmo. Ching está preso em um corpo mortal e não tem realmente poderes divinos.
- Franz Charming: O príncipe da Terra de Ouro, reino vizinho a Terra de Prata. Conhece Rosa, a "garota de cabelos dourados", em um baile de Carnaval e apaixona-se por ela sem saber que é Safiri. Por causa das origens similares, Franz tem habilidades semelhantes às de Safiri (como na esgrima), ainda que ela seja um pouco melhor que ele em algumas delas.
- Duque Duralumínio: ele é baixo, gordo e careca e é mais o tipo de vilão engraçado do que o tipo sinistro. O filho do duque é o próximo da lista na sucessão ao trono e por isso, Duralumínio está sempre tentando expor o segredo de Safiri.
- Náilon: Alto, magro e com um enorme nariz, Náilon é o braço direito do duque Duralumínio. Ele é o responsável por fazer o trabalho sujo e bolar os planos malévolos, mas devido à sua incompetência, acaba estragando as coisas. É esperto e ágil com a espada.
- Plástico: O filho do Duque Duralumínio é um tolo que se preocupa apenas em comer doces.
- Rainha: a mãe de Safiri sofre muito por causa da situação da filha e é acusada de mentir para o reino e feita prisioneira, no final acaba junto a Safiri.
- Ama: é uma das poucas pessoas que sabe o segredo de Safiri. Ela é responsável por ensiná-la habilidades femininas como costurar e cozinhar.
- Professor Uranari: é mais uma das poucas pessoas que sabem o segredo sobre Safiri e está encarregado de ensiná-la habilidades masculinas como esgrima. No mangá é o responsável pelo engano que levou todos no reino a acreditarem que um menino havia nascido.
- Madame Inferno: vilã surgida na terceira versão do mangá substituindo Satã. É uma bruxa que deseja casar sua filha rebelde com algum príncipe rico e não vai medir esforços para ver seu desejo realizado. Deseja o coração, a voz e a beleza de Safiri para que sua filha torne-se mais feminina e possa casar-se.
- Heckett: a filha rebelde de Madame Inferno. Não quer de maneira nenhuma casar-se, ainda mais sendo um casamento arranjado. Quer simplesmente aproveitar a vida de bruxa.
- Capitão Blood: Heirich, verdadeiro nome de Blood, é adotado por fidalgos italianos, mas foge em busca de sua terra natal e torna-se um pirata. Acabou conhecendo Safiri e apaixonado por ela, ajuda-a e luta por ela com o príncipe Franz.
- Duque Channel: tio de Franz e regente da Terra de Ouro. Adotou Franz quando sua mãe morreu.
- Opal: é o cavalo de Safiri. Ele também a ajuda diversas vezes.
- Garigore/Vespertino: é o mordomo anão de Safiri.

## O mangá
Houve três séries de A Princesa e o Cavaleiro publicadas no Japão. O mangá foi o primeiro shoujo de sucesso.

### Primeira série (versão da Shoujo Club)
A primeira série foi publicada de janeiro de 1953 a janeiro de 1956 na Shoujo Club (Kodansha) que não existe mais. Este trabalho teve grande influência nos mangás para meninas que apareceram subsequentemente. Uma menção merece ser feita para a técnica que Osamu Tezuka utilizou para desenhar os olhos: ele desenhava um brilho em cada pupila.
As características de cor e disposição das páginas foram muito influenciadas por um filme chamado Os Contos de Hoffmann, lançado no Japão em 1952.

### Segunda série (Futago no Kishi)
A segunda série é uma continuação da versão da Shoujo Club, publicada na revista Nakayoshi, que ainda existe, começando em janeiro de 1958 e terminando em junho de 1959.
Após o casamento de Safiri com Franz, ela dá a luz aos gêmeos: príncipe Daisy e princesa Violetta. Eles são os personagens principais nessa versão. Por causa dos desígnios malvados da duquesa Daria, o príncipe é abandonado na floresta. No castelo, a princesa Violetta decide se passar pelo príncipe para manter o segredo do desaparecimento dele.
O duque Daria descobre isso, o que leva ao rei, a rainha Safiri e a princesa Violetta são confinadas na torre norte. A princesa escapa com a ajuda de um cisne e disfarçando-se de menino vai em busca de seu irmão.

### Terceira série (versão da Nakayoshi)
A terceira série é a recontagem da primeira versão e foi publicada por um período de tempo maior do que a original, de janeiro de 1963 a outubro de 1966. É a mais próxima da versão animada. Nessa versão, Madame Inferno toma o lugar de Satã e a história tem um curso diferente ao final. Surge também o pirata chamado Blood.
Nessa versão, o Duque Duralumínio e Náilon tentam descobrir a verdade sobre Safiri que é revelada no dia da coroação, quando a rainha conta o segredo sob o efeito de um "soro da verdade".

## O anime
A série animada foi exibida na Fuji TV de abril de 1967 a abril de 1968 com um total de cinquenta e dois episódios. Foi um dos primeiros animes shoujo. Exibido no Brasil a partir do início da década de 1970 na Rede Record de São Paulo, e posteriormente na TVS do Rio de Janeiro até os anos 80 com enorme sucesso. Marcou toda uma geração e tornou-se símbolo da animação japonesa para alguns.

## Lista de episódios do Anime
- 01. O Príncipe e o Lobo (王子と天使) - Prince and the Angel
- 02. A Filha Do Satan (魔王登場の巻) - Volume of the Lord appeared
- 03. O Torneio Da Traição (武術大会の巻) - Volume martial arts tournament
- 04. O Navio de Escravos (踊れフランツ) - Franz odore
- 05. O Vale Dos Monstros (怪物の谷) - Valley of the Monster
- 06. A Ilha Do Gigante (小人と巨人) - Giant and dwarf
- 07. O Cisne (のろいの白鳥) - Swan curse
- 08. O Cavalo Voador (幻の馬) - Phantom Horse
- 09. Os Ídolos Quebrados (こわされた人形) - Smashed dolls
- 10. A Boneca Perigosa (サファイヤのカーニバル) - Carnival Sapphire
- 11. Espíritos Do Sono (ねむりの精) - Sleeping spirit
- 12. O Príncipe e o Cigano (おんぼろ王子) - Prince dilapidated
- 13. O Castelo Das Rosas (ばらの館) - House of Rose
- 14. As Sete Cabritinhas (七匹のこやぎ) - Seven saw goat
- 15. A História De Vixen (黄金のキツネ狩り) - Golden fox hunting
- 16. O Espetáculo De Marionetes (チンクとコレットちゃん) -Zinc oxide and Colette Chan
- 17. O Conto Da Raposa (さよならユーレイさん) - Urey says goodbye
- 18. O Espelho Que Fala (ふしぎなカガミ) - Fushigi Kagami
- 19. A Pena Mágica (魔法のペン) - Magic Pen
- 20. O Monstro que Comia Sombras (怪獣カゲラ) - Kagera Monster
- 21. O Melhor Bolo Do Mundo (世界一のおやつ) - Snack in the world
- 22. A Cerimônia De Coroação (たいかん式の巻) - Number of bodily sensation type
- 23. O Precipitado Veneno / A Condenação do Cavaleiro (リボンの騎士現わる) - Princess Knight mischief now
- 24. O Dardo Envenenado / A Torre (嵐のかんおけ塔) - Coffin tower storm
- 25. O Fantasma Do Castelo (王様バンザイ) - Banzai King
- 26. A Rainha Das Neves (雪の女王) - Snow Queen
- 27. A Água Mágica (急げ!黒雲島の巻) Hurry! Number of clouds island
- 28. O Leão De Ferro (鉄獅子) - Iron Lion
- 29. A Beleza Roubada (雪の女王の最後) - End of the Snow Queen
- 30. O Fantasma Do Vento Norte (空とぶ怪盗) - Flying Kaito
- 31. O Reino do Mar (チンクと海のお嬢さま) - Zinc oxide and the sea, our lamb
- 32. O Tesouro de Safire (サファイヤの宝) - Sapphire treasure
- 33. O Monstro Da Pirâmide (ピラミッドの怪人) - The Phantom of the Pyramids
- 34. O Monstro Do Bosque (巨鹿ムース) - Moose Julu
- 35. A Nave Voadora (飛行船を追え!) - Chasing the airship!
- 36. A Bruxa Boa Parte 1 (帰ってきた大魔女) - Kita Hiroshi witch is back
- 37. A Bruxa Boa Parte 2 (サファイヤを救え!) - Save the sapphire!
- 38. O Cavaleiro Negro (騎士の掟) - Law of the Knight
- 39. Ciúmes de Vênus (ビーナスのねたみ) - Jealousy of Venus
- 40. O Terrível Império (恐怖のX帝国) - Empire of Fear X
- 41. Peppi A Precoce (おちゃめなテッピー) - A mischievous Teppi
- 42. Operação Ratoeira (ねずみ捕り大作戦) - Battle of the Mousetrap
- 43. O Caçador (ワナにかかったサファイヤ) - Sapphire took the trap
- 44. Águia Da Neve (さけぶ白ワシ) - White Eagle Crying
- 45. O Navio Fantasma (チンクとゆうれい船) - Phantom Ship and zinc oxide
- 46. A bruxa incendiaria (ふしぎの森のサファイヤ) - Wonderland Floresta Safira
- 47. O Homem Dos Pombos (さまようフランツ) - Franz vaguear
- 48. O Resgate (海にきえたサファイヤ) - Kieta mar safira
- 49. O Sorriso De Hécket (ヘケートのほほえみ) - Smile Heketo
- 50. A Caixa Da Fortuna (バベル城の黒騎士) - Black Knight Castle Babel
- 51. O Rei Neelon (燃えるシルバーランド) - Burning Silver Lands
- 52. O Casamento Real (シルバーランド幸せに) - The Happy Land Silver